# جهاز تداخل صفري

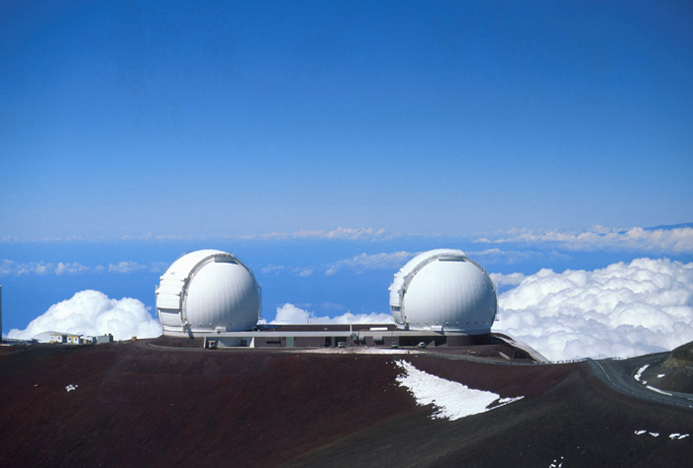

جهاز تداخل صفري ( بالإنجليزية : Nulling Interferometer ) في علم الفلك هو جهاز لمشاهدة الأجرام السماوية ضعيفة الضوء تكون قريبة من مصدر ضوئي شديد اللمعان.

## التداخل الصفري
يستخدم التداخل في الرصد الفلكي عن طرق خلط الضوء من عدة تلسكوبات بغرض الحصول على صورة واضحة ذات تباين عالي. تعتمد تلك التقمية على الخصة الموجية للضوء. وقد تم استعمالها في أجهزة التداخل الراديوية، وبدأ استخدامها في مجالات الأشعة تحت الحمراء وفي نطاق الضوء المرئي . عن طريق التداخل بين الضوء القادم من عدة تلسكوبات وتطابقها يمكن تقوية الإشارات القادمة من جرم سماوي، بمعنى تداخل بناء.

## اقرأ أيضا
- قياس التداخل
- مقياس ميكلسون للتداخل
- تذبذب
- مقدمة موجة
- طور موجة
- مطال
- حيود براج
- حيود النيوترونات